# Toulon
Toulon (antični starorimski Telo Martius; standardno okcitansko Tolon, lokalno/provansalsko Touloun) je mesto in občina v jugovzhodni francoski regiji Provansa-Alpe-Azurna obala in veliko vojaško pristanišče na sredozemski obali z glavno francosko pomorsko bazo, prefektura departmaja Var. Mesto ima okoli 180.000 prebivalcev.

## Geografija
Kraj leži ob Sredozemskem morju, na pol poti med Marseillom na zahodu in Saint-Tropezom na vzhodu. Na severu ga obdaja 584 m visok hrib Mont Faron.

## Administracija
Toulon je sedež devetih kantonov:
- Kanton Toulon-1 (del občine Toulon: 11.005 prebivalcev),
- Kanton Toulon-2 (del občine Toulon: 24.431 prebivalcev),
- Kanton Toulon-3 (del občine Toulon: 26.910 prebivalcev),
- Kanton Toulon-4 (del občine Toulon: 10.013 prebivalcev),
- Kanton Toulon-5 (del občine Toulon: 10.136 prebivalcev),
- Kanton Toulon-6 (del občine Toulon: 27.694 prebivalcev),
- Kanton Toulon-7 (del občine Toulon: 9.647 prebivalcev),
- Kanton Toulon-8 (del občine Toulon: 25.111 prebivalcev),
- Kanton Toulon-9 (del občine Toulon: 15.692 prebivalcev).

Mesto je prav tako sedež okrožja, v katerega so poleg njegovih vključeni še kantoni Beausset, Collobrières, la Crau, Cuers, la Garde, Hyères-Vzhod/Zahod, Ollioules, Saint-Mandrier-sur-Mer, la Seyne-sur-Mer, Six-Fours-les-Plages, Solliès-Pont in la Valette-du-Var s 526.755 prebivalci.

## Zgodovina
Prvotni Telonien so pred rimsko osvojitvijo ozemlja naseljevali Liguri.
Po pripojitvi Provanse k Franciji za časa Karla VIII. je Toulon postal glavno pristanišče francoske vojaške flote. Leta 1707, v času vojne za špansko nasledstvo, je tu potekala bitka za Toulon, leta 1744, v vojni za avstrijsko nasledstvo, pa še pomorska bitka. Med obema bitkama, leta 1720, je kuga pomorila približno polovico prebivalstva. Med francosko revolucijo so ga za kratek čas ob podpori francoskih rojalistov zasedli Angleži in Španci, vendar je Toulon znova zasedla francoska revolucionarna vojska po njegovem obleganju (1793), v katerem je imel odločilno vlogo tedaj še načelnik topništva Napoleon Bonaparte.
V drugi svetovni vojni, po zavezniškem izkrcanju v severni Afriki, je nemška vojska okupirala južno Francijo (Operacija Anton). 24. novembra 1943 je bil bombardiran s strani zavezniških sil, osvobojen 28. avgusta 1944.

## Zanimivosti
- Katedrala Notre-Dame-de-la-Seds de Toulon, iz konca 11. stletja, dokončana v 18. stoletju, od 5. stoletja dalje sedež škofije Toulon, od 1957 škofije Fréjus-Toulon.
- mestna opera, Opéra de Toulon,
- pristaniška utrdba Tour royale iz začetka 16. stoletja,
- Trg z vodnjakom Place de la Liberté.

## Pobratena mesta
- Khemisset (Maroko)
- Kronstadt (Rusija)
- La Spezia (Italija)
- Mannheim (Nemčija)
- Norfolk (Virginija, ZDA)